# Flaka

Flaka är en by i Lemland på Åland. Flaka har 165 invånare (2023). Byn grundades troligen på 1200-talet och kom att bli Lemlands största med nio hemman som utöver jordbruk även ägnade sig åt fiske. Namnet Flaka är en naturbeskrivning och betyder öppet, jämnt fält.

## Befolkningsutveckling
| Befolkningsutvecklingen i Flaka 2000–2020 | Befolkningsutvecklingen i Flaka 2000–2020 | Befolkningsutvecklingen i Flaka 2000–2020 | Befolkningsutvecklingen i Flaka 2000–2020 | Befolkningsutvecklingen i Flaka 2000–2020 |
| ----------------------------------------- | ----------------------------------------- | ----------------------------------------- | ----------------------------------------- | ----------------------------------------- |
|                                           |                                           |                                           |                                           |                                           |
| År                                        |                                           |                                           | Folkmängd                                 |                                           |
| 2000                                      | 2000                                      |                                           | 138                                       |                                           |
| 2005                                      | 2005                                      |                                           | 148                                       |                                           |
| 2010                                      | 2010                                      |                                           | 154                                       |                                           |
| 2015                                      | 2015                                      |                                           | 154                                       |                                           |
| 2020                                      | 2020                                      |                                           | 165                                       |                                           |